# Seznam medailistů na halovém mistrovství Československa a Česka mužů a žen v běhu na 60 m překážek
Toto je seznam medailistů na mistrovství Československé a České republiky v disciplíně 60 m překážek.

## Muži
| Rok                       | Místo              | Zlato             | Výkon vítěze  | Stříbro                 | Bronz                         |
| ------------------------- | ------------------ | ----------------- | ------------- | ----------------------- | ----------------------------- |
| HM ČSSR 1969 (50 m přek.) | Jablonec nad Nisou | Lubomír Nádeníček | 6,7           | František Slavotínek    | Ivan Sedláček                 |
| HM ČSSR 1970              | Jablonec nad Nisou | Ivan Sedláček     | 8,0           | Petr Čech               | František Fojt                |
| HM ČSSR 1971              | Jablonec nad Nisou | Ivan Sedláček     | 8,0           | Miroslav Rosa           | František Slavotínek          |
| HM ČSSR 1972 (50 m přek.) | Jablonec nad Nisou | Petr Čech         | 6,7           | Vlastimil Hoferek       | Ivan Sedláček                 |
| HM ČSSR 1973              | Jablonec nad Nisou | Vlastimil Hoferek | 7,7           | Ivan Sedláček           | Petr Čech                     |
| HM ČSSR 1974              | Jablonec nad Nisou | Petr Čech         | 7,7           | Vlastimil Hoferek       | Július Ivan                   |
| HM ČSSR 1975              | Jablonec nad Nisou | Jiří Čeřovský     | 7,83          | Ivan Sedláček           | Petr Čech                     |
| HM ČSSR 1976 (50 m přek.) | Košice             | Lubomír Nádeníček | 6,5           | Jiří Čeřovský           | Eduard Longauer               |
| HM ČSSR 1977 (50 m přek.) | Ostrava            | Jiří Čeřovský     | 6,3           | Lubomír Nádeníček       | Július Ivan                   |
| HM ČSSR 1978              | Jablonec nad Nisou | Petr Čech         | 8,00          | Eduard Longauer         | Július Ivan                   |
| HM ČSSR 1979              | Jablonec nad Nisou | Július Ivan       | 8,01          | Jiří Čeřovský           | Petr Lukeš                    |
| HM ČSSR 1980              | Jablonec nad Nisou | Július Ivan       | 7,92          | Jiří Čeřovský           | Petr Lukeš                    |
| HM ČSSR 1981              | Jablonec nad Nisou | Jiří Čeřovský     | 7,91          | Jan Těšitel             | Eduard Longauer               |
| HM ČSSR 1982              | Jablonec nad Nisou | Jiří Čeřovský     | 7,89          | Jiří Hudec              | Vladimír Dlouhý               |
| HM ČSSR 1983              | Jablonec nad Nisou | Jiří Čeřovský     | 7,85          | Jiří Hudec              | Aleš Höffer                   |
| HM ČSSR 1984              | Jablonec nad Nisou | Jiří Hudec        | 7,81          | Aleš Höffer             | Jan Těšitel                   |
| HM ČSSR 1985              | Jablonec nad Nisou | Jiří Hudec        | 7,80          | Jan Těšitel             | Petr Marinčič                 |
| HM ČSSR 1986              | Jablonec nad Nisou | Petr Mucha        | 7,90          | Aleš Höffer             | Pavel Šáda                    |
| HM ČSSR 1987              | Jablonec nad Nisou | Jiří Hudec        | 7,70          | Aleš Höffer             | Pavel Šáda                    |
| HM ČSSR 1988              | Jablonec nad Nisou | Aleš Höffer       | 7,60          | Pavel Šáda              | Igor Kováč                    |
| HM ČSSR 1989              | Jablonec nad Nisou | Jiří Hudec        | 7,64          | Pavel Šáda              | Aleš Höffer                   |
| HM ČSSR 1990 (50 m přek.) | Praha              | Jiří Hudec        | 6,49          | Aleš Höffer             | Igor Kováč                    |
| HM ČSFR 1991 (50 m přek.) | Praha              | Robert Změlík     | 6,52          | Jiří Hudec              | Igor Kováč                    |
| HM ČSFR 1992 (50 m přek.) | Praha              | Igor Kováč        | 6,41          | Jiří Hudec              | Robert Změlík                 |
| HMR 1993 (50 m přek.)     | Praha              | Matěj Haranta     | 6,70          | Tomáš Dvořák            | Viktor Zbožínek               |
| HMR 1994                  | Jablonec nad Nisou | Jiří Hudec        | 7,75          | Tomáš Dvořák            | Matěj Haranta                 |
| HMR 1995 (50 m přek.)     | Praha              | Jiří Hudec        | 6,52          | Tomáš Dvořák            | Jan Poděbradský               |
| HMR 1996 (50 m přek.)     | Praha              | Tomáš Dvořák      | 6,59          | Robert Změlík           | Petr Pavlíček                 |
| HMR 1997                  | Praha              | Tomáš Dvořák      | 7,78          | Robert Změlík           | Roman Šebrle a Jan Grabmüller |
| HMR 1998                  | Praha              | Tomáš Dvořák      | 7,80          | Jan Grabmüller          | Roman Šebrle                  |
| HMR 1999                  | Praha              | Tomáš Dvořák      | 7,78          | Roman Šebrle            | Jiří Pavel                    |
| HMR 2000                  | Praha              | Tomáš Dvořák      | 7,76          | Ladislav Burdel         | Roman Šebrle                  |
| HMR 2001                  | Praha              | Roman Šebrle      | 7,87          | Pavel Bureš             | Pavel Ďurica                  |
| HMR 2002                  | Praha              | Ladislav Burdel   | 7,75          | Tomáš Dvořák            | Roman Šebrle                  |
| HMR 2003                  | Bratislava         | Tomáš Dvořák      | 7,84          | Pavel Ďurica            | Jan Čech                      |
| HMR 2004                  | Praha              | Jan Čech          | 7,81          | Roman Šebrle            | Tomáš Dvořák                  |
| HMR 2005                  | Praha              | Stanislav Sajdok  | 7,75          | Petr Svoboda            | Jan Čech                      |
| HMR 2006                  | Praha              | Stanislav Sajdok  | 7,70          | Petr Svoboda            | Pavel Ďurica                  |
| HMR 2007                  | Praha              | Petr Svoboda      | 7,77          | Stanislav Sajdok        | Martin Pokorný                |
| HMR 2008                  | Praha              | Stanislav Sajdok  | 7,65          | Petr Svoboda            | Jan Čech                      |
| HMR 2009                  | Praha              | Martin Pokorný    | 8,01          | Adam Nejedlý            | Libor Hrůza                   |
| HMR 2010                  | Praha              | Petr Svoboda      | 7,44 Rek. HMR | Pavel Sedlák            | Tomáš Kavka                   |
| HMR 2011                  | Praha              | Petr Svoboda      | 7,48          | Stanislav Sajdok        | Martin Mazáč                  |
| HMR 2012                  | Praha              | Martin Mazáč      | 7,81          | Václav Sedlák           | Petr Peňáz                    |
| HMR 2013                  | Praha              | Martin Mazáč      | 7,74          | Petr Peňáz              | Jan Carda                     |
| HMR 2014                  | Praha              | Martin Mazáč      | 7,64          | Petr Peňáz              | Václav Sedlák                 |
| HMR 2015                  | Praha              | Václav Sedlák     | 7,88          | Petr Peňáz              | Martin Mazáč                  |
| HMR 2016                  | Ostrava            | Martin Mazáč      | 7,82          | Petr Peňáz              | Václav Sedlák                 |
| HMR 2017                  | Praha              | Petr Svoboda      | 7,55          | Adam Sebastian Helcelet | Václav Sedlák                 |
| HMR 2018                  | Praha              | David Sklenář     | 7,89          | Marek Lukáš             | Václav Sedlák                 |
| HMR 2019                  | Ostrava            | Michal Brož       | 7,94          | Jiří Sýkora             | Marek Lukáš                   |
| HMR 2020                  | Ostrava            | Petr Svoboda      | 7.66          | David Ryba              | Ondřej Kopecký                |
| HMR 2021                  | Ostrava            | Petr Svoboda      | 7.90          | David Holý              | Martin Janský                 |
| HMR 2022                  | Ostrava            | Petr Svoboda      | 7.77          | Adam Sebastian Helcelet | Vilém Stráský                 |
| HMR 2023                  | Ostrava            | Petr Svoboda      | 7.73          | David Ryba              | Štěpán Schubert               |
| HMR 2024                  | Ostrava            | Petr Svoboda      | 7.72          | Štěpán Schubert         | Jonáš Kolomazník              |
| HMR 2025                  | Ostrava            | Jonáš Kolomazník  | 7.64          | Štěpán Štefko           | Vilém Stráský                 |

## Ženy
| Rok                       | Místo              | Zlato                   | Výkon vítěze  | Stříbro                         | Bronz               |
| ------------------------- | ------------------ | ----------------------- | ------------- | ------------------------------- | ------------------- |
| HM ČSSR 1969 (50 m přek.) | Jablonec nad Nisou | Milena Piáčková         | 7,3           | Jitka Potrebuješová             | Eva Pömerlová       |
| HM ČSSR 1970              | Jablonec nad Nisou | Milena Piačková         | 8,5           | Věra Slavičová                  | Jitka Potrebuješová |
| HM ČSSR 1971              | Jablonec nad Nisou | Milena Piačková         | 8,7           | Věra Slavičová                  | Miroslava Březíková |
| HM ČSSR 1972 (50 m přek.) | Jablonec nad Nisou | Monika Schönauerová     | 7,0           | Věra Slavičová                  | Jitka Birnbaumová   |
| HM ČSSR 1973              | Jablonec nad Nisou | Milena Piačková         | 8,8           | Galina Kudrnová                 | Vanda Nováková      |
| HM ČSSR 1974              | Jablonec nad Nisou | Vanda Nováková          | 8,7           | Galina Kudrnová                 | Zdena Hřebíčková    |
| HM ČSSR 1975              | Jablonec nad Nisou | Monika Schönauerová     | 8,42          | Brigita Suchánková              | Renata Hortová      |
| HM ČSSR 1976 (50 m přek.) | Košice             | Monika Schönauerová     | 7,1           | Jiřina Lamačová                 | Jana Poloková       |
| HM ČSSR 1977 (50 m přek.) | Ostrava            | Hana Chocová            | 7,2           | Jiřina Lamačová                 | Jana Poloková       |
| HM ČSSR 1978              | Jablonec nad Nisou | Monika Schönauerová     | 8,53          | Hana Chocová                    | Jiřina Lamačová     |
| HM ČSSR 1979              | Jablonec nad Nisou | Monika Schönauerová     | 8,59          | Hana Chocová                    | Milena Tebichová    |
| HM ČSSR 1980              | Jablonec nad Nisou | Monika Schönauerová     | 8,64          | Milena Tebichová                | Marcela Koblasová   |
| HM ČSSR 1981              | Jablonec nad Nisou | Jitka Picková           | 8,55          | Jitka Kučerová                  | Jiřina Procházková  |
| HM ČSSR 1982              | Jablonec nad Nisou | Jitka Picková           | 8,55          | Vanda Nováková a Jitka Kučerová | nikdo               |
| HM ČSSR 1983              | Jablonec nad Nisou | Hana Mužíčková          | 8,33          | Jitka Picková                   | Milena Tebichová    |
| HM ČSSR 1984              | Jablonec nad Nisou | Jitka Tesárková         | 8,26          | Iveta Tesařová                  | Helena Otáhalová    |
| HM ČSSR 1985              | Jablonec nad Nisou | Jitka Tesárková         | 8,09          | Iveta Tesařová                  | Ivana Tebichová     |
| HM ČSSR 1986              | Jablonec nad Nisou | Jitka Tesárková         | 8,24          | Jitka Petříková                 | Iveta Tesařová      |
| HM ČSSR 1987              | Jablonec nad Nisou | Vanda Nováková          | 8,46          | Iveta Prellerová                | Iveta Tesařová      |
| HM ČSSR 1988              | Jablonec nad Nisou | Jitka Tesárková         | 8,40          | Milena Tebichová                | Hana Váňová         |
| HM ČSSR 1989              | Jablonec nad Nisou | Jitka Tesárková         | 8,23          | Blanka Hladká                   | Milena Tebichová    |
| HM ČSSR 1990 (50 m přek.) | Praha              | Blanka Hladká           | 7,03          | Hana Kohoutová-Váňová           | Hana Večerková      |
| HM ČSFR 1991 (50 m přek.) | Praha              | Blanka Henešová–Hladká  | 7,00          | Andrea Boklažuková              | Dagmar Votočková    |
| HM ČSFR 1992 (50 m přek.) | Praha              | Andrea Boklažuková      | 7,30          | Marcela Podracká                | Helena Vinařová     |
| HMR 1993 (50 m přek.)     | Praha              | Zuzana Machotková       | 7,23          | Helena Vinařová                 | Jana Švarná         |
| HMR 1994                  | Jablonec nad Nisou | Iveta Rudová            | 8,46          | Petra Šímová                    | Nikola Špinová      |
| HMR 1995 (50 m přek.)     | Praha              | Iveta Rudová-Prellerová | 7,07          | Petra Šímová                    | Dagmar Urbánková    |
| HMR 1996 (50 m přek.)     | Praha              | Nikola Špinová          | 7,09          | Iveta Rudová                    | Helena Vinařová     |
| HMR 1997                  | Praha              | Iveta Rudová            | 8,29          | Andrea Novotná                  | Nikola Špinová      |
| HMR 1998                  | Praha              | Andrea Novotná          | 8,31          | Nikola Špinová                  | Helena Vinařová     |
| HMR 1999                  | Praha              | Nikola Bendová          | 8,32          | Michaela Hejnová                | Magdaléna Nedvědová |
| HMR 2000                  | Praha              | Michaela Hejnová        | 8,42          | Lucie Škrobáková                | Pavla Brodzáková    |
| HMR 2001                  | Praha              | Lucie Škrobáková        | 8,45          | Jana Klečková                   | Kateřina Nekolná    |
| HMR 2002                  | Praha              | Lucie Martincová        | 8,28          | Jana Klečková                   | Petra Seidlová      |
| HMR 2003                  | Bratislava         | Lucie Martincová        | 8,38          | Miriam Bobková                  | Lenka Ostravská     |
| HMR 2004                  | Praha              | Lucie Martincová        | 8,07          | Lenka Ostravská                 | Petra Seidlová      |
| HMR 2005                  | Praha              | Lucie Martincová        | 8,15          | Petra Seidlová                  | Petra Walachová     |
| HMR 2006                  | Praha              | Petra Seidlová          | 8,21          | Lucie Martincová                | Denisa Ščerbová     |
| HMR 2007                  | Praha              | Lucie Martincová        | 8,15          | Petra Seidlová                  | Michaela Hejnová    |
| HMR 2008                  | Praha              | Lucie Martincová        | 8,14          | Petra Seidlová                  | Jana Korešová       |
| HMR 2009                  | Praha              | Lucie Škrobáková        | 8,03 Rek. HMR | Jana Korešová                   | Lenka Lepičová      |
| HMR 2010                  | Praha              | Lucie Škrobáková        | 8,06          | Jana Korešová                   | Lenka Lepičová      |
| HMR 2011                  | Praha              | Lucie Škrobáková        | 8,09          | Zuzana Hejnová                  | Jana Sotáková       |
| HMR 2012                  | Praha              | Jana Korešová           | 8,42          | Helena Tomková                  | Michaela Nejedlová  |
| HMR 2013                  | Praha              | Lucie Škrobáková        | 8,04          | Nikola Ogrodníková              | Jana Sotáková       |
| HMR 2014                  | Praha              | Lucie Škrobáková        | 8,20          | Lucie Koudelová                 | Karolina Hlavatá    |
| HMR 2015                  | Praha              | Kateřina Cachová        | 8,13          | Lucie Škrobáková                | Lucie Koudelová     |
| HMR 2016                  | Ostrava            | Kateřina Cachová        | 8,14          | Lucie Koudelová                 | Karolina Hlavatá    |
| HMR 2017                  | Praha              | Lucie Koudelová         | 8,19          | Kateřina Cachová                | Tereza Vokálová     |
| HMR 2018                  | Praha              | Kateřina Cachová        | 8,22          | Lucie Koudelová                 | Markéta Štolová     |
| HMR 2019                  | Ostrava            | Helena Jiranová         | 8,31          | Lucie Koudelová                 | Kateřina Dvořáková  |
| HMR 2020                  | Ostrava            | Markéta Štolová         | 8.21          | Lucie Koudelová                 | Helena Jiranová     |
| HMR 2021                  | Ostrava            | Helena Jiranová         | 8.22          | Markéta Štolová                 | Kateřina Dvořáková  |
| HMR 2022                  | Ostrava            | Helena Jiranová         | 8.15          | Tereza Elena Šínová             | Nicoleta Turnerová  |
| HMR 2023                  | Ostrava            | Helena Jiranová         | 8.23          | Tereza Elena Šínová             | Tereza Vokálová     |
| HMR 2024                  | Ostrava            | Helena Jiranová         | 8.09          | Tereza Elena Šínová             | Tereza Vokálová     |
| HMR 2025                  | Ostrava            | Helena Jiranová         | 8.08          | Tereza Elena Šínová             | Ester Bendová       |